# جوزيف إل. هايوود
جوزيف إل. هايوود (بالإنجليزية: Joseph L. Heywood)‏ هو قسيس أمريكي، ولد في 1 أغسطس 1815، وتوفي في 16 أكتوبر 1910.